# Licence MIT

Logo de la licence MIT.

La licence MIT est une licence de logiciel pour logiciels libres et open source, provenant de l'Institut de technologie du Massachusetts (MIT) à la fin des années 1980. Cette licence de logiciel permissive implique très peu de limitations sur la réutilisation du code et elle est ainsi compatible avec de nombreuses autres licences.
Le terme « licence MIT » est ambigu, puisque le MIT a utilisé des licences différentes, et le texte exact peut varier selon les publications (Free Software Foundation, Open Source Initiative). La licence MIT est parfois synonyme de « X11 License » ou « MIT/X Consortium License », d'après le gestionnaire de fenêtre X11 (ou X Window System). D'autres fois « licence MIT » fait référence à la « licence Expat » utilisée pour la bibliothèque XML Expat (en).
La licence donne à toute personne recevant le logiciel (et ses fichiers) le droit illimité d'en user, le copier, le modifier, le fusionner, le publier, le distribuer, le vendre et  le « sous-licencier » (l'incorporer dans une autre licence). La seule obligation est d'incorporer la notice de  licence et   de copyright dans toutes les copies.
Elle est très proche de la nouvelle licence BSD, seule la dernière clause diffère. Elle est compatible avec la GNU General Public License.

## Modèle de la licence X11
Le modèle de la licence X11 est l'un des modèles de licences du MIT. Son texte en anglais se présente ainsi :
« Copyright © <date>, <copyright holders>

Permission is hereby granted, free of charge, to any person obtaining a copy of this software and associated documentation files (the “Software”), to deal in the Software without restriction, including without limitation the rights to use, copy, modify, merge, publish, distribute, sublicense, and/or sell copies of the Software, and to permit persons to whom the Software is furnished to do so, subject to the following conditions:
The above copyright notice and this permission notice shall be included in all copies or substantial portions of the Software.
The Software is provided “as is”, without warranty of any kind, express or implied, including but not limited to the warranties of merchantability, fitness for a particular purpose and noninfringement. In no event shall the authors or copyright holders X be liable for any claim, damages or other liability, whether in an action of contract, tort or otherwise, arising from, out of or in connection with the software or the use or other dealings in the Software.

Except as contained in this notice, the name of the <copyright holders> shall not be used in advertising or otherwise to promote the sale, use or other dealings in this Software without prior written authorization from the <copyright holders>. »

## Modèle de la licence Expat
Le modèle de la licence Expat est l'un des modèles de licences du MIT. On l'appelle parfois de manière ambiguë la licence du MIT, comme la licence X11. L'Open Source Initiative et le project SPDX (Software Package Data Exchange) appellent cette licence « MIT ». Son modèle en anglais se présente ainsi :
« Copyright © <copyright holders>

Permission is hereby granted, free of charge, to any person obtaining a copy of this software and associated documentation files (the “Software”), to deal in the Software without restriction, including without limitation the rights to use, copy, modify, merge, publish, distribute, sublicense, and/or sell copies of the Software, and to permit persons to whom the Software is furnished to do so, subject to the following conditions:
The above copyright notice and this permission notice shall be included in all copies or substantial portions of the Software.

The Software is provided “as is”, without warranty of any kind, express or implied, including but not limited to the warranties of merchantability, fitness for a particular purpose and noninfringement. In no event shall the authors or copyright holders be liable for any claim, damages or other liability, whether in an action of contract, tort or otherwise, arising from, out of or in connection with the software or the use or other dealings in the Software. »
Une traduction possible est disponible ici Licence (Expat)